# باد کارلزهافن
شهر باد کارلزهافن در ایالت هسن در کشور آلمان واقع شده است.